# La Gomera
La Gomera – należąca do Hiszpanii wyspa na Oceanie Atlantyckim, będąca częścią archipelagu Wysp Kanaryjskich. Leży nieopodal północno-zachodnich wybrzeży Afryki, wraz z całym archipelagiem zaliczana jest do Makaronezji. Zamieszkiwana przez 19 580 osób (2003 r.). Administracyjnie przynależna do prowincji Santa Cruz de Tenerife. Siedzibą władz wyspy (cabildo insular) jest miasto San Sebastián de La Gomera.
Zaludniona przez Guanczów, odkryta przez Hiszpanów w XV w., częściowo podbita przez Jean de Béthencourta i stopniowo zasiedlana przez hiszpańskich osadników, który przejęli od Guanczów język gwizdów el silbo.
Krzysztof Kolumb zatrzymał się na La Gomerze w 1492 – był to jego ostatni postój przed przepłynięciem Atlantyku i odkryciem Ameryki. Do dziś zachował się dom odkrywcy w stolicy wyspy. Obecnie głównym źródłem dochodu jest turystyka.

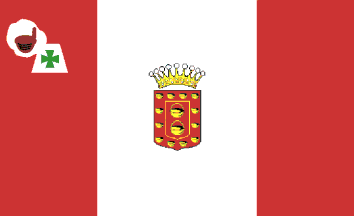
Flaga La Gomery

## Podział administracyjny
La Gomera dzieli się na 6 gmin:
- Agulo
- Alajeró
- San Sebastián de La Gomera – stolica wyspy
- Hermigua
- Valle Gran Rey
- Vallehermoso

## Geografia i przyroda
Wyspa pochodzenia wulkanicznego, kształtu okrągłego i otoczona urwistym wybrzeżem, pozbawionym dogodnych portów naturalnych. Najwyższym szczytem jest Garajonay (1487 m wysokości). Wnętrze wyspy jest skaliste, poprzecinane głębokimi wąwozami, bardzo utrudniającymi komunikację (jest to jeden z powodów używania na wyspie języka gwizdów el silbo). Naturalna szata roślinna to wawrzynowe lasy laurisilva. Uprawy rolne (głównie winorośl i banany) na żyznej glebie wulkanicznej, tarasowe, nawadniane pola na zboczach górskich.
Park Narodowy Garajonay (pod patronatem UNESCO) obejmuje najwyższą część centralnego masywu górskiego, często pokrytego mgłą, dostarczającą ciągłych opadów w postaci mżawki. Niżej położone obszary są półpustynne, silnie nasłonecznione i pozbawione opadów.